# Kathy Johnson
Katherine Ann Johnson Clarke (Oak Ridge, 13 settembre 1959) è un'ex ginnasta statunitense.

## Carriera
Si è avvicinata alla ginnastica a 12 anni e, quattro anni più tardi, ha partecipa alle prime competizioni nazionali. Nel 1976 è arrivata dodicesima ai Trials americani per le Olimpiadi. L'anno seguente ha vinto la American Cup e due medaglie ai Campionati americani di ginnastica. Il primo successo internazionale nel massimo circuito arrivando ai Campionati mondiali del 1978 a classificarsial terzo posto nel corpo libero, parimenti con la rumena Emilia Eberle.

Tra le favorite a vincere una medaglia ai Giochi olimpici di Mosca 1980, decise di prender parte al movimento di boicottaggio delle Olimpiadi sovietiche, seppur qualificatasi seconda ai Trials americani, venendo allontanata dalla squadra olimpica. Ritornò a rappresentare la squadra americana ai Mondiali di Budapest 1983 e approdò alle sue prime Olimpiadi a Los Angeles 1984 all'età di 24 anni come capitano della squadra di ginnastica e trionfando con due medaglie. 
Ritiratasi dopo i Giochi olimpici, si reimpiegò come commentatrice sportiva in televisione sui canali ABC e ESPN.

## Palmarès
| Anno | Manifestazione  | Sede        | Evento            | Risultato | Prestazione | Note |
| ---- | --------------- | ----------- | ----------------- | --------- | ----------- | ---- |
| 1978 | Mondiali        | Strasburgo  | Corpo libero      | Bronzo    | 19.525      |      |
| 1978 | Mondiali        | Strasburgo  | Concorso completo | 8º        | 76.825      |      |
| 1983 | Mondiali        | Budapest    | Corpo libero      | 8º        | 19.175      |      |
| 1983 | Mondiali        | Budapest    | Concorso completo | 11º       | 78.150      |      |
| 1984 | Giochi olimpici | Los Angeles | Squadre           | Argento   | 391.20      |      |
| 1984 | Giochi olimpici | Los Angeles | Trave             | Bronzo    | 19.650      |      |

## Campionati nazionali
1977
- Oro in American Cup

1978
- Argento in American Cup